# Silvia Gašparovičová
Silvia Gašparovičová, rozená Beníková (* 13. ledna 1941 Bratislava) je slovenská projektantka a soudní znalkyně, v letech 2004–2014 byla jako manželka prezidenta Ivana Gašparoviče první dámou Slovenské republiky.

## Život
Narodila se 13. ledna 1941 v Bratislavě. V roce 1958 ukončila středoškolské studium, poté studovala Stavební fakultu Slovenské technické univerzity v Bratislavě, pětileté studium ukončila v roce 1965. V letech 1971–1973 absolvovala postgraduální studium hospodářského práva na Právnické fakultě Univerzity Komenského v Bratislavě.
Po skončení vysokoškolského studia pracovala pět let v projekci státního podniku Pozemné stavby. Od roku 1971 až 1991 působila na investičním odboru Ministerstva výstavby a stavebnictva. V roce 1991 ji Městský soud v Bratislavě jmenoval soudní znalkyní pro oceňování nemovitostí v oboru stavebnictví. Poté pracovala v soukromé sféře jako jednatelka stavební společnosti.
Do politiky vstoupila Silvia Gašparovičová roku 2004, kdy byl 7. června její manžel Ivan Gašparovič zvolen prezidentem Slovenské republiky. Před ní vykonávala funkci první dámy manželka prezidenta Schustera Irena.
S Ivanem Gašparovičem žije od roku 1964. Poznali se díky basketbalu, který oba obdivovali. Mají dvě děti, dceru Denisu a syna Iva. Silvia Gašparovičová hovoří výborně rusky, ovládá ale také německý a anglický jazyk.